# Кража (фильм, 1948)
«Кража» (англ. Larceny) — фильм нуар режиссёра Джорджа Шермана, который вышел на экраны в 1948 году.
Фильм рассказывает о мошеннике Рике Мэксоне (Джон Пейн), который обманным путём пытается заполучить сбережения военной вдовы Деборы Оуэнс Кларк (Джоан Колфилд) якобы на сооружение военного мемориала. Однако Рик влюбляется в Дебору, в результате чего у него возникают проблемы как с влюблённой в него подружкой Тори (Шелли Уинтерс), так и с боссом Рэндаллом (Дэн Дьюриа).
Фильм получил положительные отзывы критики, главным образом, благодаря динамичной постановке и хорошей игре Пейна, Дьюрии и Уинтерс.

## Сюжет
В Майами-Бич, Флорида, мошенники на доверии Силки Рэндалл (Дэн Дьюриа) и Рик Мэксон (Джон Пейн) получили от богатого бизнесмена Уолтера Вандерлайна (Николас Джой) и его друзей 250 тысяч долларов на строительство яхт-клуба. Когда Уолтер догадывается, что никаких работ не ведётся и его втянули в аферу, он угрожает Силки и Рику разоблачением. Те в ответ заявляют, что это приведёт к крупному скандалу, в котором пострадает и сам Уолтер, и потому рекомендуют ему по-тихому вернуть деньги вкладчикам. Понимая это, Уолтер выгоняет аферистов из дома, не решаясь поднимать шум. Силки проводит совещание с членами своей банды — своим личным помощником Максом (Ричард Робер), Риком и его помощником Дюком (Дэн О’Херлихи) — на котором сообщает, что подготовил новое дело в богатом калифорнийском городке Мишн-Сити, расположенном недалеко от Пасадины. Силки предлагает использовать очарование Рика, чтобы развести 24-летнюю дочь мэра Дебору Оуэнс Кларк (Джоан Колфилд) на сооружение военного мемориала в честь её героически погибшего на войне мужа Джима. Завершив совещание, Силки остаётся с Риком наедине, заявляя, что отправляет свою подружку Тори (Шелли Уинтерс) в Гавану, чтобы она не помешала делу. Силки подозревает, что у Рика что-то есть с Тори, однако тот категорически отрицает это. Позднее Тори приходит к Рику домой, где в присутствии Дюка начинает обнимать и целовать его, однако Рик аккуратно отстраняется. Он говорит, что Силки что-то подозревает, и потому будет лучше, если просит её на время дела она уедет в Гавану. Рик добавляет, что это его последнее дело с Силки, после завершения которого он обещает найти Тори. При этом Рик отказывается назвать место, куда он уезжает. Увидев у Рика фотографию Деборы, которую дал Силки, Тори в порыве ревности выхватывает её и пытается разорвать, однако Рик выкручивает ей руки и забирает фото. Они обменивается пощёчинами, после чего Тори уходит, а Рик просит её держать себя в руках.
По прибытии в Мишн-Сити Рик направляется в пансион молодёжной спортивной ассоциации города, где между делом сообщает администратору Чарли Джордану (Перси Хелтон), что является боевым товарищем погибшего на фронте Джима Кларка и приехал, чтобы увидеться с его семьёй. Чарли, который одновременно возглавляет городскую молодёжную организацию, уговаривает Рика выступить на очередном собрании организации, которое состоится этим вечером. На собрании Рик произносит эмоциональную речь о Джиме, которого в городе считают героем, и о честности, после чего Чарли знакомит Рика с Деборой (Джоан Колфилд), которая была тронута его выступлением. Чарли оставляет Рика и Дебору наедине, полагая, что им есть о чём говорить. Дебора везёт Рика в парк на городском холме, где он рассказывает ей, что познакомился с Джимом лишь в последние дни его жизни, поэтому Джим и не писал ей о нём. Рик рассказывает, что Джим всё время говорил о Деборе, а также о помощи детям, для которых хотел построить большой центр досуга. Дебора, которая три года скорбела по мужу, приходит в восторг от этой идеи, удивляясь лишь, почему Джим не написал ей об этом. Дебора просит Рика встретиться с ней снова на следующий день.
На следующее утро Дебора приходит в кафе на встречу в Риком, где рассуждает о проблемах молодёжной преступности, после чего заявляет, что решила построить молодёжный центр. Рик возвращается в пансион, где в номере его поджидает Макс, прибывший по поручению Силки. Он сообщает, что Тори не улетела в Гавану, сбежав от него в аэропорту, и теперь Силки поручил срочно разыскать её. В этот момент в номер стучит посыльный, который доставил из аптеки бутылочку с таблетками от головной боли, в которой Рик находит записку от Тори с её адресом в Мишн-Сити и требованием вечером приехать. Вечером Рик приезжает в прибрежный дом, где его ожидает Тори. Она целует Рика, но он держится отстранённо. Тори рассказывает, что в аэропорту напоила Макса, выведала у него адрес Рика, отобрала у Макса кошелёк и сбежала от него. Рик пытается уговорить Тори уехать в Гавану, однако она отказывается, угрожая заявить Силки, что Рик её похитил, если он не будет к ней добр. Чтобы успокоить Тори, Рик целует и обнимает её. Когда Рик возвращается в свой пансион, около входа его встречает Макс, отвозя к Силки. Тот начинает допрашивать Рика о Тори, подозревая, что она уже в городе, однако Рик твёрдо отвечает, что ему об этом ничего не известно и что он занят только делом. Силки инструктирует Рика, чтобы тот не торопился, а добивался того, чтобы Дебора купила под мемориал самую дорогую усадьбу. Силки делает вид, что верит Рику, однако поручает Максу проследить за ним.
На следующее утро Дебора вместе с Риком встречается с директором агентства недвижимости, мистером Макналти (Гарри Энтрим), который показывает им несколько возможных объектов под мемориальный центр. Наконец, они прибывают на самую дорогую усадьбу стоимостью 100 тысяч долларов, где Рик подводит Дебору к мысли о том, что это идеальный вариант для молодёжного центра. Это большие деньги для Деборы, однако она решает, что сможет собрать их с помощью богатых горожан. В офисе агентства Рик знакомится с Мадлен (Дороти Харт), секретаршей Макналти, которая сразу догадывается, что он не тот, за кого себя выдаёт, и просит помочь ей уехать из этого города и вернуться в Нью-Йорк. Вечером Рик заходит за Деборой домой, где её отец, мистер Оуэнс (Уолтер Гриза) показывает ему боевые награды Джима, одна из которых оказывается утерянной. Мистер Оуэнс сообщает, что уезжает на несколько дней из города, собираясь вернуться к открытию мемориала. Он просит Рика побыть с дочерью, на которую он хорошо влияет, и помочь ей в решении всех организационных вопросов. Рик и Дебора направляются на празднование Нового года в местный ресторан, где с боем часов целуют друг друга. Тем временем в пансион к Рику доставляют посылку от Тори с приглашением провести праздничную ночь вместе.
На следующее утро Рик заходит в соседнее кафе, где вскоре появляется разъярённая Тори, требуя объяснить, почему он не пришёл к ней вчерашним вечером. Рик объясняет, что был занят делом и в свою очередь просит Тори подделать медаль взамен утерянной Джимом. После её отъезда Рик направляется к Деборе, и они вместе едут в Пасадину на Парад роз, после которого посещают финальную игру студенческого чемпионата по американскому футболу на стадионе «Роуз Боул». На благотворительном аукционе Рик подкупает Дебору своим поступком, покупая футбольный мяч за 500 долларов. Позднее, во время танцев Рик замечает среди танцующих Уолтера Вандерлайна, который приехал на игру. Рик быстро выводит Дебору из зала на балкон, якобы полюбоваться звёздами, что она воспринимает за очередной романтический шаг с его стороны. Расчувствовавшаяся Дебора заявляет, что приняла решение купить усадьбу для детей, заплатив все 100 долларов из собственных средств, что пугает Рика, так как в таком случае все деньги пойдут напрямую от неё в агентство недвижимости. Он пытается отговорить Дебору, говоря, что другие члены общества также захотят поучаствовать в проекте, однако она отвечает, что у них будет возможность поучаствовать в другой форме.
Силки выясняет, что Уолтер задержится в городе на какое-то время, что вынуждает их закончить дело в течение следующего дня. Однако Рик заявляет, что дело срывается, так как Дебора собирается заплатить деньги за усадьбу напрямую в агентство. Силки догадывается, что Рик влюбился в Дебору и потому не хочет доводить дело до конца. Он объясняет Рику, что у того с его богатым криминальным прошлым ничего не выйдет с чистой и непорочной Деборой. Рик понимает, что Силки прав, и соглашается продолжить работу. Он приезжает в офис к Макналти для встречи с Мадлен, которой обещает денег и билет до Нью-Йорка, если она по его просьбе позвонит Деборе и скажет, что у неё есть клиент, который готов сегодня же внести всю сумму и купить усадьбу. Мадлен сообщает Деборе, что дело срочное, так как клиент, мистер Свонсон, сегодня уезжает из города и просит дать ответ немедленно. Дебора перезванивает Рику, приглашая его на встречу с мистером Свонсоном сегодня вечером. Свонсон, роль которого играет Дюк, говорит, что если Дебора не выпишет чек сегодня, то тогда он купит усадьбу по поручению своего клиента. Чтобы ускорить оформление покупки Рик предлагает завтра с утра обналичить чек, чтобы внести деньги в агентство наличными. Получив выписанный Деборой чек, Рик удаляется.
Рик приезжает к Тори, сообщая, что уже получил чек на 100 тысяч долларов и завтра они уезжают Чикаго. Тори возмущена тем, что Рик её игнорирует, а также тем, что он слишком сблизился с Деборой. Тори предлагает обналичить чек и сбежать с деньгами вдвоём, однако Рик отказывается, говоря, что Силки всё равно их найдёт. Тори выхватывает чек, после чего между ней и Риком начинается борьба. В этот момент в дом входит Дебора, которая говорит, что ехала за машиной Рика всю дорогу, чтобы отдать забытые им ключи. После ухода Деборы расстроенный Рик заявляет, что теперь не сможет обналичить чек, так как Дебора больше ему не верит и завтра не подтвердит чек банку. Чтобы обмануть Дебору, Тори предлагает выдать себя за бывшую подружку Джима, которая якобы шантажировала Рика, угрожая рассказать о своих отношениях с Джимом Деборе. Однако Рик отвергает эту идею. Когда Рик возвращается в пансион, Дебора вызывает его на разговор, сообщая, что получила медаль и письмо от Тори, которая утверждает, что была любовницей Джима, и он оставил ей эту медаль. Далее Тори пишет, что хотела использовать эту медаль, чтобы её шантажировать, однако Рик её опередил. Прочитав письмо, Рик заявляет, что это ложь, и что Тори — это девушка не Джима, а его. Дебора думает, что Рик просто пытается обелить Джима, после чего признаётся Рику в любви. Она бросается к нему, и они целуют друг друга. Поднявшись в свой номер, Рик говорит Дюку, что хочет бросить преступный бизнес и жениться на Деборе, разрывая на его глазах чек. Он просит Дюка помочь оттянуть встречу с Силки до завтрашнего дня, чтобы сегодня уехать с Деборой в Сан-Франциско, там жениться и уехать в Гонолулу. Дюк соглашается помочь, прося Рика не забыть о нём, когда тот станет заместителем мэра.
Когда Рик с билетами выходит из туристического агентства, около дверей его поджидает Тори. Рик заявляет ей, что после её письма весь план в отношении Деборы рухнул, и теперь им надо скрыться из города. Рик доезжает с Деборой до её дома, после чего выталкивает её из машины, однако она успевает вынуть ключ и убежать. Рик догоняет её уже в доме. Она говорит, что проследила за Риком, и знает его план, вместо которого предлагает Рику бежать вместе с ней. В противном случае она угрожает рассказать всё Деборе, которую уже вызвала в свой дом. Когда появляется Дебора, Тори достаёт пистолет. Дебора бросается на оружие, и в этот момент раздаётся выстрел, однако Рик успевает отталкнуть Дебору в сторону, и от удара она теряет сознание. Тори наводит пистолет на Рика, требуя жениться на ней. Рик делает вид, что соглашается. Он подходит к Тори, прижимает и целует её. В этот момент раздаётся выстрел, и застреленная Тори падает на пол. В этот момент в доме появляются Силки и Макс. Силки направляет на Рика пистолет, собираясь его убить. Однако Рик предлагает обставить дело так, что это Дебора убила Тори, и после этого с помощью шантажа получить с Деборы деньги. Когда Силки соглашается, они направляются на заправочную станцию, чтобы вызвать мистера Оуэнса. Когда приезжает Оуэнс, то видит убитую Тори и Дебору, которая так и не пришла в сознание. Силки и Макс появляются через некоторое время под видом частных детективов, которые якобы следили за Тори. Они излагают версию о том, что Дебора убила Тори, которая её шантажировала, однако Оуэнс не верит в то, что его дочь могла кого-то застрелить. Силки заявляет, что если Оуэнс им заплатит, они готовы замять дело и исчезнуть, напоминая мэру, что у них есть свидетель убийства в лице Рика. Однако Рик вопреки договорённости заявляет, что Дебора не убивала Тори. В этот момент в доме появляется полиция, которую Рик незаметно попросил вызвать работника заправочной станции. Полиция арестовывает Силки, Макса и Рика. На прощанье Рик говорит Деборе, что у них всё равно бы ничего не получилось, и просит забыть его. Дебора бросается к Рику и обнимает его, а Силки констатирует, что Рик не подходил для этой работы с самого начала.

## В ролях
- Джон Пейн — Рик Мэксон
- Джоан Колфилд — Дебора Оуэнс Кларк
- Дэн Дьюриа — Силки Рэндалл
- Шелли Уинтерс — Тори
- Дороти Харт — Мадлен
- Ричард Робер — Макс
- Дэн О'Херлихи — Дюк
- Николас Джой — Уолтер Вандерлайн
- Перси Хелтон — Чарли Джордан
- Уолтер Гриза — мистер Оуэнс
- Патриция Элфин — официантка
- Гарри Энтрим — мистер Макналти
- Расс Конуэй — детектив
- Пол Бринегар — механик
- Дон Уилсон — ведущий мероприятия

## Создатели фильма и исполнители главных ролей
Режиссёр фильма Джордж Шерман в период с 1937 по 1971 год поставил 113 фильмов, большинство и которых были вестернами категории В. К числу его лучших фильмов нуар наряду с этой картиной относятся «Секрет Свистуна» (1946), «Спящий город» (1950) и «Бурный прилив» (1951).
В фильме занята целая группа актёров, известных своими ролями в фильмах нуар. В частности, Джон Пейн сыграл в таких картинах, как «Очарование Сэксона» (1948), «Преступный путь» (1949), «Тайны Канзас-Сити» (1952), «Ривер-стрит, 99» (1953) и «Оттенок алого» (1956). Среди наиболее значимых нуаров Дэна Дьюриа — «Женщина в окне» (1944), «Улица греха» (1945), «Чёрный ангел» (1946), «Крест-накрест» (1949) и «Слишком поздно для слёз» (1949).
К моменту съёмок этого фильма Шелли Уинтерс сыграла свою самую заметную роль в фильме нуар «Двойная жизнь» (1947). В дальнейшем Уинтерс сыграла ещё в 12 нуарах, среди них «Плач большого города» (1948), «Джонни-стукач» (1949), «Он бежал всю дорогу» (1951) и «Ночь охотника» (1955). Позднее Уинтерс номинировалась на «Оскар» за главную роль в фильме «Место под солнцем» (1951), завоевала «Оскары» за роли второго плана в фильмах «Дневник Анны Франк» (1959) и «Клочок синевы» (1965), а также была номинирована на «Оскар» за роль второго плана в фильме «Приключение „Посейдона“» (1972). На счету Джоан Колфилд на момент съёмок этого фильма были главные роли в успешных музыкальных и романтических комедиях «Месье Бокэр» (1946), «Голубые небеса» (1946), «Дорогая Руфь» (1947) и «Добро пожаловать, незнакомец» (1947), а также в фильме нуар «Вне подозрений» (1947).

## История создания фильма
Фильм основан на романе «Бархатный флис» (англ. The Velvet Fleece), который написали Лоис Эли (англ. Lois Ely) и Джон Флеминг (англ. John Fleming).
Натурные съёмки фильма проходили в калифорнийских городах Пасадина, Аркейдия, Монровия, Ван-Найс и Санта-Моника, а также в центре Лос-Анджелеса.

## Оценка фильма критикой

### Общая оценка фильма
Как отметил кинообозреватель «Нью-Йорк Таймс» Томас Прайор, фильм «по максимуму отрабатывает тему мошенничества на доверии». По словам критика, «эта мелодрама довольно неожиданно произвела на него сильное впечатление», хотя «сюжет у неё старый и знакомый и, кроме того, заметно лишён логики», и потому, как пишет Прайор, ему «трудно объяснить чувство удовлетворения от этой очевидно надуманной демонстрации вяло текущего насилия». По мнению критика, есть что-то «странным образом интересное в сочетании неуверенности и целенаправленности, которая характеризует игру Джона Пейна, когда он аккуратно подводит тоскующую военную вдову к передаче значительной денежной суммы на несуществующий военный мемориал её мужу. Но так как основная линия истории чётко обозначена и не отклоняется от установленной схемы, у фильма должны быть и другие менее заметные качества, чтобы привлечь и удержать интерес». И действительно, в этой картине, по мнению Прайора, «напряжение генерируется преде всего отношениями между мошенниками, которые намеренно подставляют и обманывают друг друга… Нарастающая подозрительность и враждебность между ними хорошо поддерживаются, и в этом, вероятно, кроется секрет движущей силы фильма».
Леонард Молтин охарактеризовал картину, как «искусную, но невыдающуюся криминальную историю о мошеннике, который решил помочь прекрасной Колфилд», отметив также «Дьюриа в роли гнусного злодея». Спенсер Селби обратил внимание на эту картину, написав, что она рассказывает о «мошеннике, который уговаривает военную вдову направить большую сумму денег на несуществующий мемориал, посвящённый её погибшему мужу». По мнению Майкла Кини, «у этого фильма категории В много плюсов — быстрый сюжет, остроумные обмены репликами и хорошая игра Пейна и Дьюрии в ролях мошенников, которые сталкиваются друг с другом из-за восхитительной Уинтерс». Хэл Эриксон назвал картину «фильмом нуар второго эшелона». По его словам, когда много лет спустя Уинтерс спросили, что она делала в «Краже», она ответила «скверно играла».

### Оценка актёрской игры
Томас Прайор обратил внимание на «чёткую и сильную игру» Дьюриа в роли босса, а также на игру Джоан Колфилд в роли «томной до изнеможения вдовы». Однако наибольшее впечатление на него произвёл созданный Шелли Уинтерс образ «вульгарной блондинки, в которой есть дух и огонь. Она грубая, крикливая и задиристая дама, и хотя сценаристы дали ей всего несколько пламенных строк в сцене её крупного противостояния с Пейном, Уинтерс справляется с ролью поразительно хорошо». Хэл Эриксон отметил игру Джона Пейна в роли «подлого и низкого мерзавца, который пытается обогатиться на послевоенном патриотизме и горе».